# Дворец Блюхера
Дворец Блюхера (нем. Palais Blücher) — несохранившееся здание на Парижской площади в Берлине, располагалось рядом с Бранденбургскими воротами. В 1815 году король Пруссии Фридрих Вильгельм III подарил свой дворец генерал-фельдмаршалу Гебхарду Леберехту фон Блюхеру за его заслуги в битве при Ватерлоо.
Позднеклассицистский дворец появился на месте существовавшего старого дворца в результате перестройки по проекту архитектора Карлом Рихтером при участии мастера стукко Г. Бейерхауса в 1869-1870 годах.
После смерти Блюхера дворец неоднократно менял хозяев, пока в 1931 году не был выкуплен у некоего банкира Соединёнными Штатами Америки за 1,8 млн долларов США под здание посольства в Германской империи. Однако уже 15 апреля 1931 года дворец сгорел. Восстановление затянулось на несколько лет. Посольство США въехало в восстановленный дворец 1 апреля 1939 года, а 11 декабря 1941 года после объявления войны Соединённым Штатам посольство закрылось.
В войну здание получило значительные повреждения. В разделённом Берлине остатки дворца оказались в советском секторе оккупации, а с 1949 года — в пограничной зоне. В 1957 году правительство ГДР приняло решение о сносе дворца Блюхера.
После объединения Германии США был возвращён земельный участок, на котором находился дворец Блюхера, где было построено новое здание посольства США. Торжественная церемония открытия состоялась 4 июля 2008 года.